# Штурм міста маллів
Штурм міста маллів (січень 325 року до н. е.) — захоплення індійського міста, при штурмі якого Александр Македонський зазнав важкого поранення.

## Передісторія
Після вторгнення в Індію македонський цар Александр у липні 326 року до н. е. розгромив на річці Гідасп армію місцевого царя Пора, після чого продовжив свій похід на схід. Проте на підході до річки Ганг македонська армія відмовилася йти за Александром, стомившись від труднощів дев'ятирічного походу. Безпосереднім приводом до непокори стали чутки про незліченні армії з тисячами бойових слонів за Гангом.
Александр змушений був повернути війська на південь, рухаючись уздовж річок Гідасп  та Інд у напрямку до Персії. По дорозі він підкоряв місцеві племена, багато з яких винищував за опір. Найбільш запеклі бої розгорілися на землі маллів, жителі в більшості воліли загинути, ніж скоритися. Після захоплення декількох міст маллів Александр підійшов до найбільшого з них, чия назва не збереглася. Арріан повідомляє лише, що розташовувалося воно неподалік від впадіння річки Гідраот у річку Акесін, яка є притокою Інду. У тому місті перебувало також багато маллів, які втекли від македонців.

## Битва
Маллі вирішили зустріти Александра на березі Гідраота, мілкої річки з уривистими берегами. Було їх 50 000 за словами Арріана. Александр з ходу форсував річку і кинувся на індів. Ті відійшли в добре укріплене місто, не прийнявши бою. Македонці оточили місто й на світанку наступного дня пішли на приступ. Половину військ вів сам Александр, другою половиною доручив командувати Пердикку.
Маллі залишили міські стіни, втікши у міську фортецю. Македонці з ходу кинулися на штурм фортеці. Стіни фортеці були невисокі. Арріан розповідає, що Александр сам приставив драбину до стіни. Прикриваючись щитом, вліз по ній вгору, за ним зброєносець Певкест, за ними по тій же драбині піднімався Леоннат. Сусідньою драбиною ліз щитоносець (піша гвардія Александра) Абрей. Александр, убивши мечем малла, розчистив місце на стіні, за ним зійшли на стіну Певкест, Леоннат і Абрей. Але потім під вагою тіл драбина підломилися, солдати попадали додолу і на стіні залишилися тільки Александр з трьома бійцями.
З фортечних веж македонців обстрілювали з луків, знизу в них метали дротики. Александр зістрибнув зі стіни у місто, де знайшов більш захищену позицію, прикриваючись справа розкидистим деревом, а спиною притискаючись до стіни. Маллів, що підійшли близько, він убив мечем, в інших кидав камені. На допомогу до нього зістрибнули македонці, з яких Абрей був тут же убитий стрілою в обличчя. Важка індійська стріла довжиною під 90 см вразила Александра у груди, пробивши панцир і легеню трохи вище правого соска. Як пише Плутарх, «стріла як цвях зв'язала панцир з тілом».
Деякий час Александр відбивався зі стрілою у грудях, але незабаром упав, втративши свідомість. З обох боків його прикрили щитами Певкест і Леоннат. Подальше Арріан описує так:
|  | Македонці, бачачи, як обсипали Александра стрілами на стіні і як він стрибнув всередину фортеці, нерозважливо йшли на загибель від завзяття і страху за свого царя. Переламавши драбини, вони, як це буває у положенні безвихідному, стали придумувати всілякі засоби, щоб зійти на стіну: одні забивали в стіну (вона була земляна) милиці і, чіпляючись за них, насилу дерлися по стіні, інші ставали на плечі один одному. ... Македонці один за одним ставали перед царем, закриваючи його своїми щитами. У цей час зламали засув, яким закривали ворота у стіні між вежами, і кілька людей протиснулися у місто, інші налягли плечима на трохи відкриті ворота і, пробивши стіну (вона впала всередину), відкрили широку дорогу до фортеці. |

У помсту за поранення царя македонці перебили всіх жителів міста, не пощадили ні жінок, ні дітей. Стрілу з грудей Александра витягнув чи то Пердикка, не чекаючи приходу лікаря, чи то, швидше за все, лікар Крітодем або Крітобул з Коса. Спочатку обламали древко, а потім довелося розрізати рану, щоб звільнити зазубрений наконечник завширшки 3 пальці й завдовжки 4. Як зауважив Юстин, лікування заподіяло Александру більше страждань, ніж сама рана.

## Після штурму
В Александра було пробито легеню, оскільки, за словами Арріана, з рани з кров'ю виходило повітря. Свідомість повернулася до нього, але пересуватися самостійно він не міг. У македонському таборі виникла паніка, ширилися чутки про смерть Александра. Щоб заспокоїти людей, він наказав показати себе народу через 7 днів верхи на коні, навіть зміг при цьому на деякий час стати на ноги.
Уцілілі малли підкорилися Александру. Інше плем'я оксидраків, яке раніше збиралося дати відсіч македонцям спільно з маллами, прислало тисячі заручників і 500 бойових колісниць з екіпажами. Над маллами і оксидраками Александр поставив сатрапом Філіпа, сина Махата. Потім Александр продовжив свій семимісячний шлях вниз Індом, підкоряючи навколишні племена на шляху.